# كوبونشا

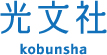

كوبونشا (باليابانية: 光文社) هي شركة نشر يابانية. تقوم بنشر الأدب، المانغا، الروايات ومجلات المرأة. تأسست في 1 أكتوبر 1945 وتنتمي إلى مجموعة كودانشا. في سنة 1975 قامت بنشر مجلة المرأة جاي جاي التي كانت واحدة من أوائل مجلات المرأة الموجه لطلاب الجامعات في اليابان.

## وصلات خارجية
- الموقع الرسمي